# Туреччина на зимових Олімпійських іграх 1988
Туреччина брала участь у Зимових Олімпійських іграх 1988 року в Калгарі (Канада) в дев'ятий раз за свою історію, але не завоювала жодної медалі.